# Mimik
Mimik er et kropssprog alene udtrykt med ansigtsudtryk. Ansigtet er et at de mest fleksible steder på vores krop; det indeholder hundredvis af små muskler, som gør det muligt for os at vise et stort antal forskellige udtryk. Et af det sværeste ved at skabe en menneskelignende Androide er at give dem et udtryksfuldt ansigt: datamængden er simpelthen for stor til at nogen computer kan beregne den. neurologer mener, at vores hjerne må have en  forsimplingsmekanisme, som gør, at vi kan udtrykke så meget med ansigtet, som vi kan. 